# Brodské
Brodské es un municipio del distrito de Skalica en la región de Trnava, Eslovaquia, con una población estimada a final del año 2024 de 2248 habitantes.
Se encuentra ubicado al norte de la región, en los pequeños Cárpatos y cerca del río Morava (cuenca hidrográfica del Danubio) y de la frontera con la República Checa.

## Demografía
| Año        | 1994 | 2004    | 2014    | 2024    |
| ---------- | ---- | ------- | ------- | ------- |
| Población  | 2400 | 2374    | 2322    | 2248    |
| Diferencia |      | −1,08 % | −2,19 % | −3,18 % |

| Año        | 2023 | 2024    |
| ---------- | ---- | ------- |
| Población  | 2257 | 2248    |
| Diferencia |      | −0,39 % |